# Petit Chevalier
Tringa flavipes
Espèce
Statut de conservation UICN

 VU A2bcd+3bcd+4bcd : Vulnérable
Le Petit Chevalier (Tringa flavipes) ou Chevalier à pattes jaunes, est une espèce d'oiseaux limicoles de la famille des Scolopacidae.

## Description
C'est un oiseau de taille moyenne semblable en apparence au Grand Chevalier qui est plus grand que lui. Il n'est toutefois pas étroitement lié à cet oiseau, mais plutôt à son plus grand et tout à fait dissemblable cousin, le Chevalier semipalmé (Pereira & Baker, 2005) ; c'est simplement la taille de la tache, claire et dense située au niveau du cou lors du plumage de reproduction, qui indique des relations réelles entre ces deux espèces.
Les adultes ont de longues jambes jaunes et un long bec sombre, de la même longueur que la tête. Le corps est gris brun sur le dessus et le dessous est blanc, le cou et la poitrine sont striés de brun foncé. La queue est blanche.

## Répartition
Ses sites de reproduction sont situés à proximité d'étangs et de clairières, dans les forêts boréales allant de l'Alaska à l'Ouest, jusqu'au Québec à l'Est. Il niche sur le sol, habituellement dans des endroits secs.
Migrateurs, les chevaliers à pattes jaunes rejoignent en hiver la côte américaine, du golfe du Mexique au sud de l'Amérique du Sud.
Cette espèce peut se perdre en Europe occidentale, et un oiseau a hiverné en Grande-Bretagne.

## Alimentation
Ces oiseaux se nourrissent en cherchant leurs proies dans l'eau, parfois en aspirant l'eau avec leur bec. Ils se nourrissent principalement d'insectes, de petits poissons et de crustacés.

## Voix
L'appel de cet oiseau est plus doux que celui du Grand Chevalier.

## Galerie

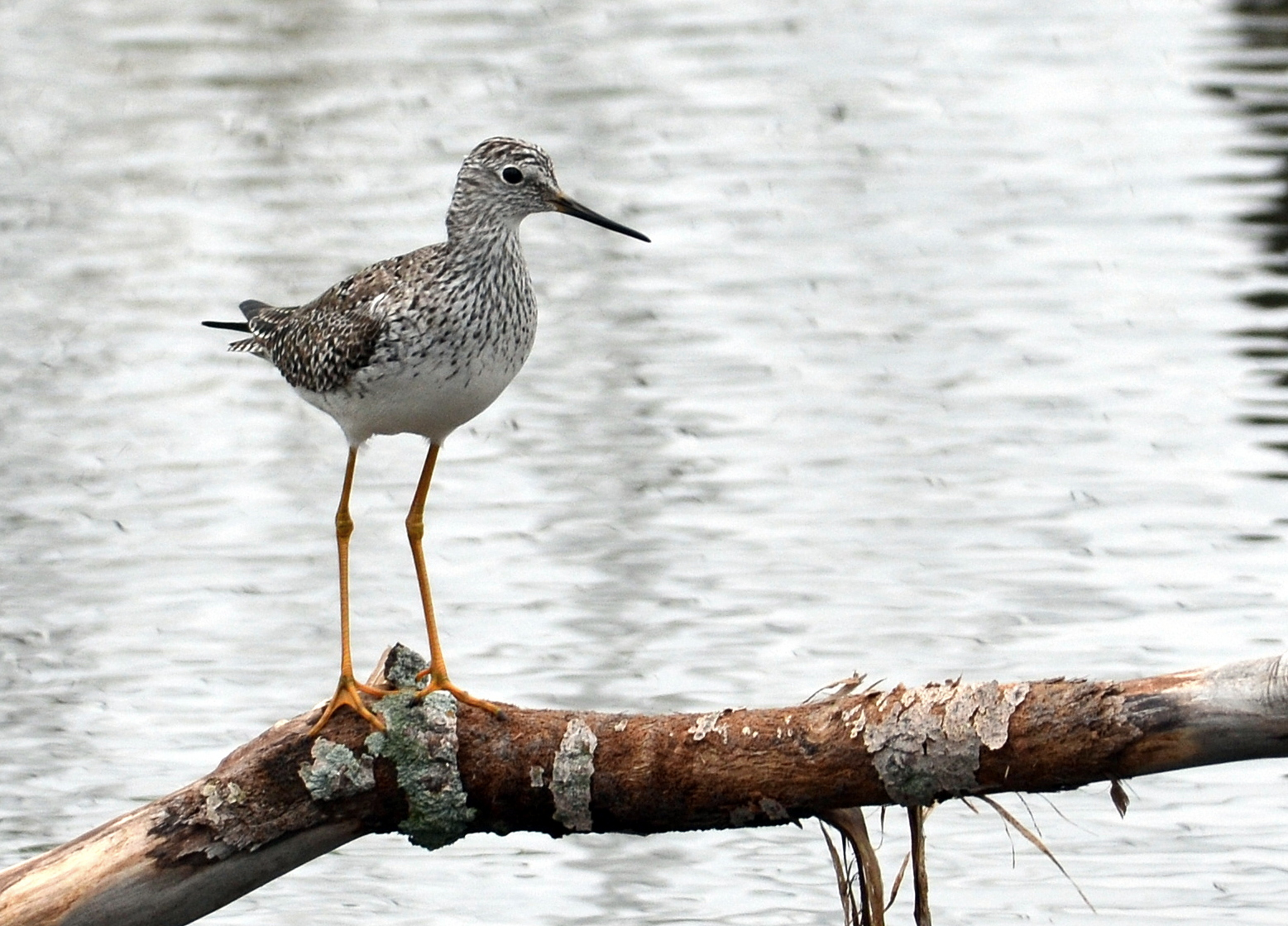
Chevalier à pattes jaunes.
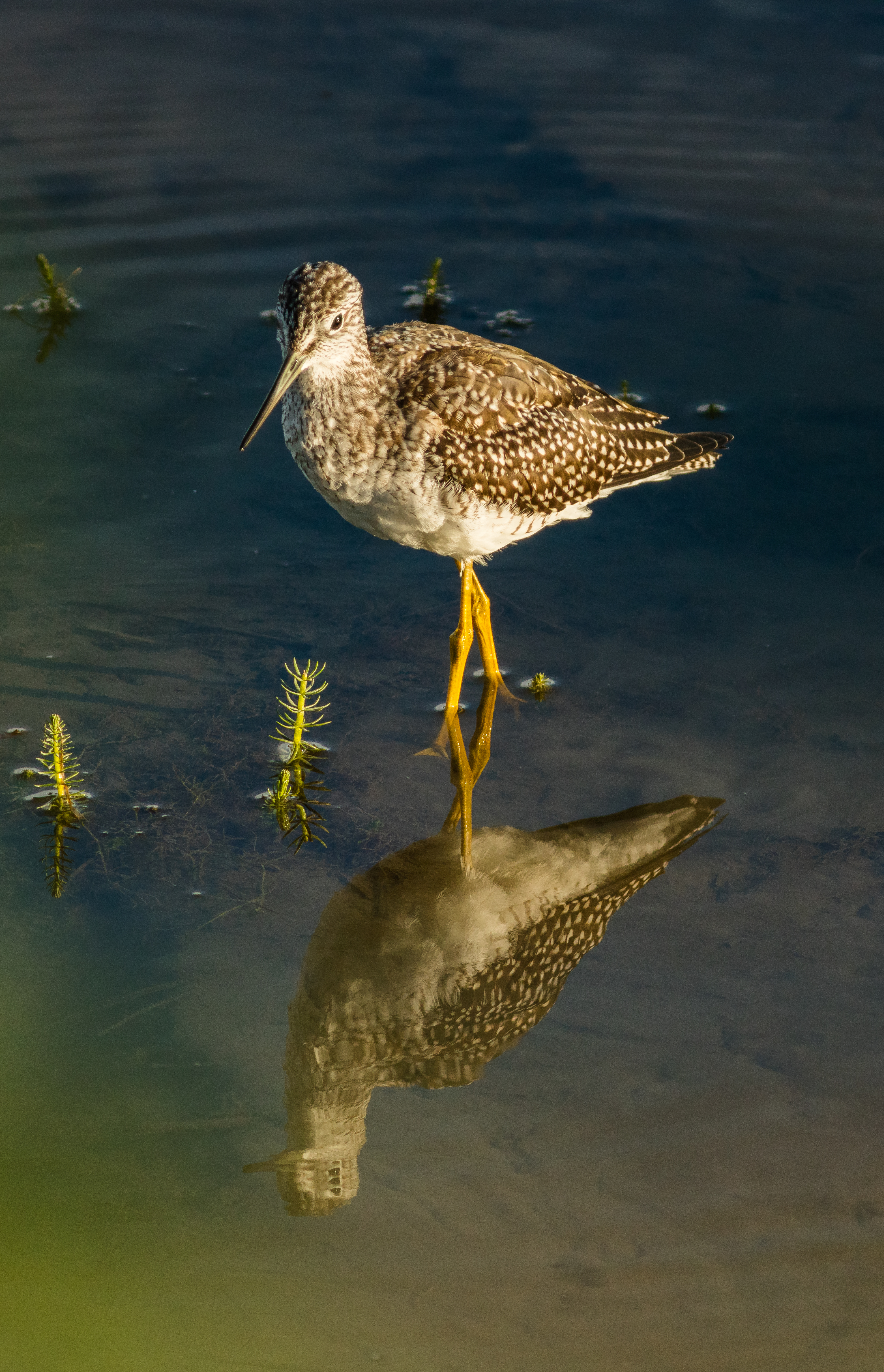
Chevalier.
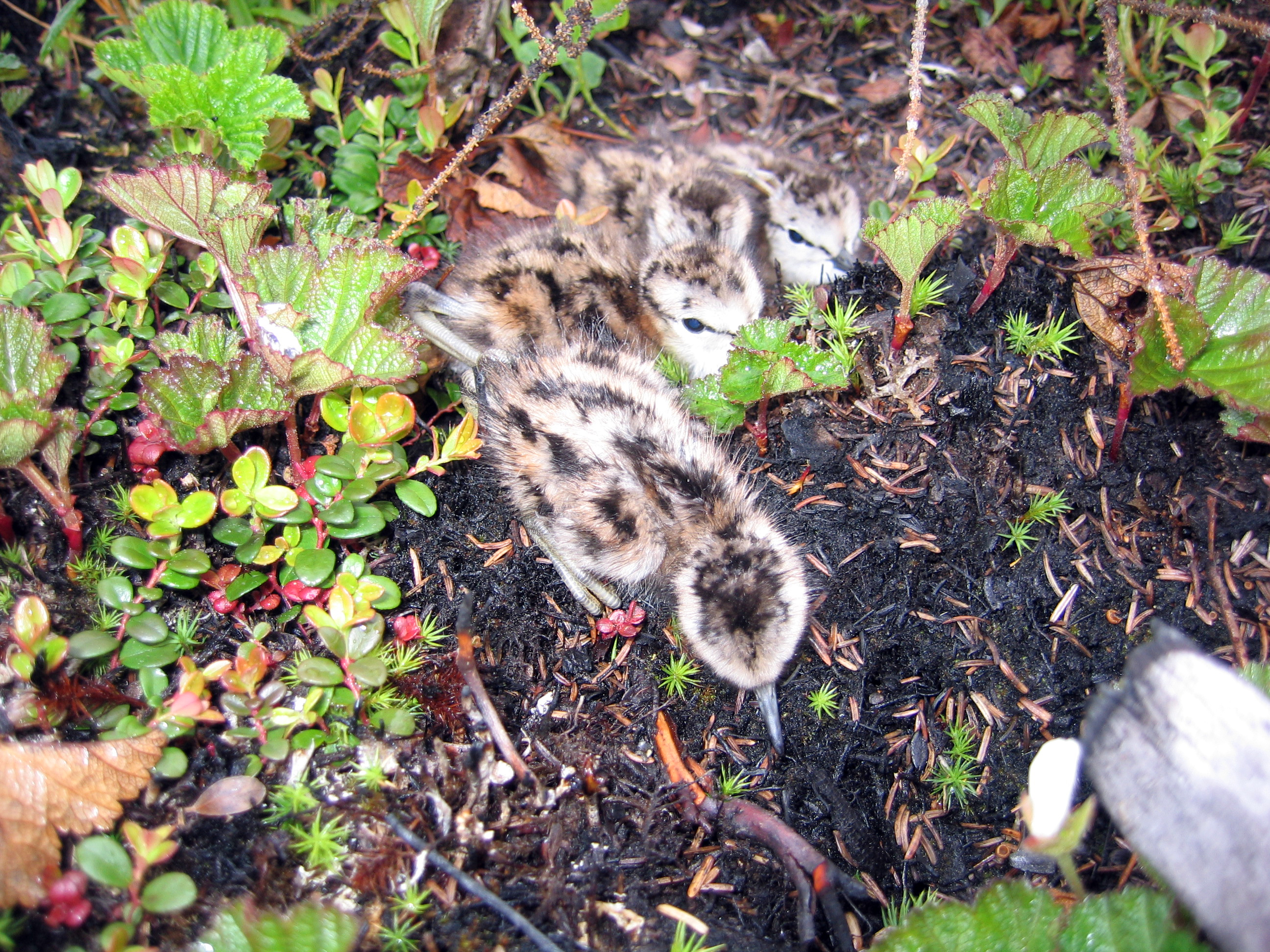
Poussins.
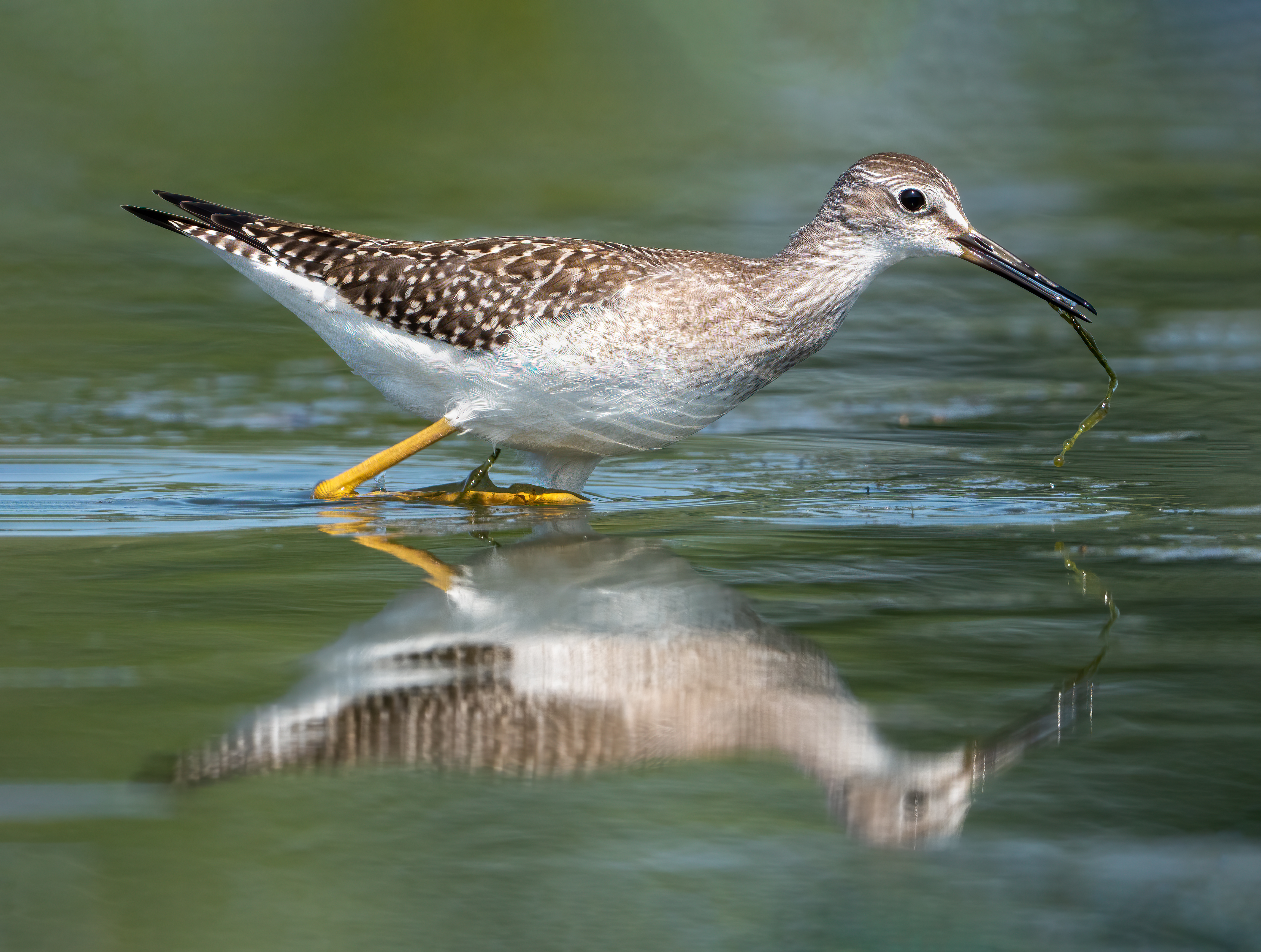
Petit Chevalier en action dans le refuge de la baie de Jamaica près de New York, août 2021.